# Open Door
Open Door es una localidad del partido de Luján, provincia de Buenos Aires, Argentina.
Como muchos pueblos de la región pampeana, la llegada del ferrocarril sentó las bases de la futura fundación del pueblo.
Open Door toma forma cuando a principios del siglo XX se inaugura la Colonia Nacional Neuropsiquiátrica Domingo Cabred (llamada coloquialmente "el Cabred"), que con su sistema terapéutico de "puertas abiertas" le da el nombre a la localidad. Posteriormente se produjo el primer loteo en un campo cercano a la colonia y frente a la estación, instalándose en el lugar una importante colonia de inmigrantes españoles.
En 1950 se lotean los campos de los Ritacco, vendidos por el rematador Luchetti, dándole un nuevo impulso al pueblo que, en la actualidad, ha cobrado nuevos ímpetus con la instalación de distintas urbanizaciones y emprendimientos privados.

## Toponimia
Hasta mediados del siglo XIX, el tratamiento de los pacientes psiquiátrico no se había destacado demasiado por sus avances y en consecuencia, los pacientes eran sometidos a inhumanos encierros que tenían mucho de cárcel y muy poco de hospital. La vida celular (calabozos, más precisamente), era la única que se concebía para el tratamiento de los enfermos mentales.
La vida a “puertas abiertas” había surgido mundialmente y el doctor Domingo Cabred, una eminencia en la especialidad, vino desde Europa con la firme idea de crear el “open door” argentino. Movido por esta obra de amor y de caridad hacia al prójimo, descansó influyendo sobre los círculos del poder político y sobre la opinión pública en general, hasta que finalmente logró su objetivo.
Los gobernantes, finalmente, atendiendo al llamado del doctor Cabred con fecha 20 de septiembre de 1897, el Parlamento argentino y el 12 de octubre del mismo año el poder ejecutivo, mediante la ley 3548, crearon la colonia de enfermos mentales para toda la nación, la cual, según la mencionada ley, debía funcionar en las inmediaciones de la Capital Federal, y en un predio de al menos 500 hectáreas.

## Geografía

### Población
Cuenta con 5,014 habitantes (Indec, 2001), lo que representa un incremento del 140,47% frente a los 2,085 habitantes (Indec, 1991) del censo anterior. Esta cifra incluye al pueblo, los campos aledaños, la colonia neuropsiquiátrica Dr. Domingo Cabred (llamada coloquialmente "el Cabred") y las urbanizaciones privadas.

## Urbanizaciones privadas
En la zona se instalaron numerosos clubes de campo, barrios cerrados y clubes de chacras. El pionero fue el Club Campos de Golf Las Praderas de Luján, el cual se inauguró a mediados de los 70.

## Transporte

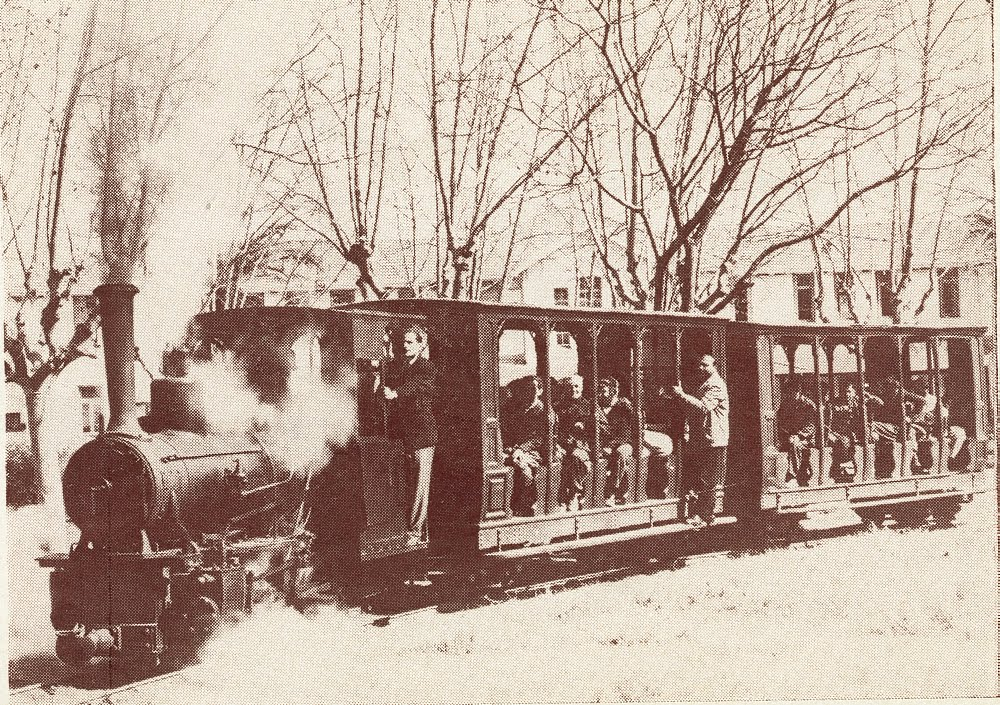
El tren a vapor que circulaba por el gran predio del hospital en Lujan, 1914

## Parroquias de la Iglesia católica en Open Door
| Arquidiócesis | Mercedes-Luján |
| ------------- | -------------- |
| Parroquia     | San Roque      |